# Les Royaumes perdus
Les Royaumes perdus (nom original : Lost Kingdoms) est un jeu vidéo développé par From Software et édité par Activision sur GameCube qui met en scène Katia, héritière du trône d'Alanjeh, qui cherche à découvrir le secret de la brume noire qui envahit les cinq royaumes.
Il s'agit du premier RPG à paraître sur GameCube.[réf. souhaitée]
Il a pour suite Les Royaumes perdus II.

## Système de jeu
Le système de combat est un système de cartes qui permettent de faire soit des invocations, soit des attaques simples, soit des métamorphoses, soit des pièges. Il existe 105 cartes différentes qui peuvent avoir l'un de ces cinq attributs; eau, feu, bois, terre, ou neutre. 

## Accueil
- Jeux vidéo Magazine : 18/20[1]